# Campeonato Mundial de Handebol Feminino de 2007
O Campeonato Mundial de Handebol Feminino de 2007 foi a 18ª edição do Campeonato Mundial de Handebol Feminino. Foi disputado  na França de 2 a 16 de dezembro de 2007, organizado pela Federação Internacional de Handebol (IHF) e pela Federação Francesa de Handebol.

## Sedes
| Grupo      | Cidade       | Instalação                               | Capacidade |
| ---------- | ------------ | ---------------------------------------- | ---------- |
| A          | Pau          | Palácio de Esportes de Pau               | 6.500      |
| B          | Saint-Brieuc | Pavilhão Steredenn                       | 2.500      |
| C          | Lyon         | Palácio de Esportes de Gerland           | 5.100      |
| D          | Toulon       | Palácio de Esportes de Toulon            | 4.200      |
| E          | Nimes        | Le Parnasse                              | 4.000      |
| F          | Nantes       | Palacio de Deportes de Beaulieu          | 4.500      |
| 1          | Metz         | Arènes de Metz                           | 4.800      |
| 2          | Dijon        | Palácio de Esportes Jean Michel Geoffroy | 3.900      |
| Fase Final | Paris        | Palais Omnisports de Paris-Bercy         | 14.500     |

## Grupos
| Grupo A     | Grupo B            | Grupo C              | Grupo D | Grupo E            | Grupo F       |
| ----------- | ------------------ | -------------------- | ------- | ------------------ | ------------- |
| França      | Rússia             | Noruega              | Roménia | Hungria            | Alemanha      |
| Croácia     | Brasil             | Áustria              | Polónia | Espanha            | Coreia do Sul |
| Argentina   | Macedônia do Norte | Angola               | China   | Japão              | Ucrânia       |
| Cazaquistão | Austrália          | República Dominicana | Tunísia | República do Congo | Paraguai      |

## Fase Preliminar
Os dois primeiros de cada grupo alcançaram a Segunda Fase. As equipes restantes brigaram pelo 13º ao 24º lugar.

### Grupo A
| Time        | P | V | E | D | GP | GC | SG  | Pts |
| ----------- | - | - | - | - | -- | -- | --- | --- |
| França      | 3 | 3 | 0 | 0 | 96 | 58 | +38 | 6   |
| Croácia     | 3 | 2 | 0 | 1 | 96 | 71 | +25 | 4   |
| Cazaquistão | 3 | 1 | 0 | 2 | 71 | 88 | -17 | 2   |
| Argentina   | 3 | 0 | 0 | 3 | 52 | 98 | -46 | 0   |

- Resultados

| Data  | Hora² | Partida¹    | Partida¹ | Partida¹    | Resultado |
| ----- | ----- | ----------- | -------- | ----------- | --------- |
| 02.12 | 17:00 | Croácia     | -        | Cazaquistão | 35-25     |
| 02.12 | 19:00 | França      | -        | Argentina   | 37-12     |
| 03.12 | 18:30 | Argentina   | -        | Croácia     | 18-35     |
| 03.12 | 20:30 | Cazaquistão | -        | França      | 20-31     |
| 04.12 | 18:30 | Argentina   | -        | Cazaquistão | 22-26     |
| 04.12 | 20:30 | França      | -        | Croácia     | 28-26     |

- (¹) -  Todos em Pau
- (²) -  Hora local da França (UTC+1)

### Grupo B
| Time               | P | V | E | D | GP | GC  | SG  | Ptsa |
| ------------------ | - | - | - | - | -- | --- | --- | ---- |
| Rússia             | 3 | 2 | 1 | 0 | 98 | 60  | +38 | 5    |
| Macedônia do Norte | 3 | 2 | 0 | 1 | 78 | 62  | +16 | 4    |
| Brasil             | 3 | 1 | 1 | 1 | 89 | 66  | +23 | 3    |
| Austrália          | 3 | 0 | 0 | 3 | 29 | 106 | -77 | 0    |

- Resultados

| Data  | Hora² | Partida¹           | Partida¹ | Partida¹           | Resultado |
| ----- | ----- | ------------------ | -------- | ------------------ | --------- |
| 02.12 | 15:00 | Brasil             | -        | Austrália          | 36-9      |
| 02.12 | 17:00 | Rússia             | -        | Macedônia do Norte | 27-22     |
| 03.12 | 18:30 | Austrália          | -        | Rússia             | 7-40      |
| 03.12 | 20:30 | Macedônia do Norte | -        | Brasil             | 26-22     |
| 04.12 | 18:30 | Macedônia do Norte | -        | Austrália          | 30-13     |
| 04.12 | 20:30 | Rússia             | -        | Brasil             | 31-31     |

- (¹) -  Todos em Saint-Brieuc
- (²) -  Hora local da França (UTC+1)

### Grupo C
| Time                 | P | V | E | D | GP  | GC  | SG  | Pts |
| -------------------- | - | - | - | - | --- | --- | --- | --- |
| Noruega              | 3 | 3 | 0 | 0 | 107 | 65  | +42 | 6   |
| Angola               | 3 | 2 | 0 | 1 | 100 | 74  | +26 | 4   |
| Áustria              | 3 | 1 | 0 | 2 | 74  | 85  | -11 | 2   |
| República Dominicana | 3 | 0 | 0 | 3 | 58  | 115 | -57 | 0   |

- Resultados

| Data  | Hora² | Partida¹             | Partida¹ | Partida¹             | Resultado |
| ----- | ----- | -------------------- | -------- | -------------------- | --------- |
| 02.12 | 14:30 | Áustria              | -        | República Dominicana | 32-19     |
| 02.12 | 16:30 | Noruega              | -        | Angola               | 32-26     |
| 03.12 | 19:15 | República Dominicana | -        | Noruega              | 19-42     |
| 03.12 | 21:15 | Angola               | -        | Áustria              | 33-22     |
| 04.12 | 19:15 | Noruega              | -        | Áustria              | 33-20     |
| 04.12 | 21:15 | Angola               | -        | República Dominicana | 41-20     |

- (¹) -  Todos em Lyon
- (²) -  Hora local da França (UTC+1)

### Grupo D
| Time    | P | V | E | D | GP  | GC | SG  | Pts |
| ------- | - | - | - | - | --- | -- | --- | --- |
| Roménia | 3 | 3 | 0 | 0 | 108 | 83 | +25 | 6   |
| Polónia | 3 | 2 | 0 | 1 | 89  | 81 | +8  | 4   |
| Tunísia | 3 | 1 | 0 | 2 | 74  | 95 | -21 | 2   |
| China   | 3 | 0 | 0 | 3 | 76  | 88 | -12 | 0   |

- Resultados

| Data  | Hora² | Partida¹ | Partida¹ | Partida¹ | Resultado |
| ----- | ----- | -------- | -------- | -------- | --------- |
| 02.12 | 15:00 | Polónia  | -        | Tunísia  | 29-23     |
| 02.12 | 17:00 | Roménia  | -        | China    | 31-29     |
| 03.12 | 18:30 | Tunísia  | -        | Roménia  | 21-39     |
| 03.12 | 20:30 | China    | -        | Polónia  | 20-27     |
| 04.12 | 18:30 | China    | -        | Tunísia  | 27-30     |
| 04.12 | 20:30 | Roménia  | -        | Polónia  | 38-33     |

- (¹) -  Todos em Toulon
- (²) -  Hora local da França (UTC+1)

### Grupo E
| Time               | P | V | E | D | GP | GC  | SG  | Pts |
| ------------------ | - | - | - | - | -- | --- | --- | --- |
| Hungria            | 3 | 2 | 1 | 0 | 94 | 77  | +17 | 5   |
| Espanha            | 3 | 2 | 1 | 0 | 91 | 79  | +12 | 5   |
| República do Congo | 3 | 1 | 0 | 2 | 76 | 90  | -14 | 2   |
| Japão              | 3 | 0 | 0 | 3 | 88 | 103 | -15 | 0   |

- Resultados

| Data  | Hora² | Partida¹           | Partida¹ | Partida¹           | Resultado |
| ----- | ----- | ------------------ | -------- | ------------------ | --------- |
| 02.12 | 16:00 | Espanha            | -        | República do Congo | 29-24     |
| 02.12 | 18:00 | Hungria            | -        | Japão              | 35-31     |
| 03.12 | 18:30 | República do Congo | -        | Hungria            | 20-33     |
| 03.12 | 20:30 | Japão              | -        | Espanha            | 29-36     |
| 04.12 | 18:30 | Japão              | -        | República do Congo | 28-32     |
| 04.12 | 20:30 | Hungria            | -        | Espanha            | 26-26     |

- (¹) -  Todos em Nimes
- (²) -  Hora local da França (UTC+1)

### Grupo F
| Time          | P | V | E | D | GP  | GC  | SG  | Pts |
| ------------- | - | - | - | - | --- | --- | --- | --- |
| Alemanha      | 3 | 3 | 0 | 0 | 103 | 59  | +44 | 6   |
| Coreia do Sul | 3 | 2 | 0 | 1 | 102 | 69  | +33 | 4   |
| Ucrânia       | 3 | 1 | 0 | 2 | 89  | 69  | +20 | 2   |
| Paraguai      | 3 | 0 | 0 | 3 | 41  | 138 | -97 | 0   |

- Resultados

| Data  | Hora² | Partida¹      | Partida¹ | Partida¹      | Resultado |
| ----- | ----- | ------------- | -------- | ------------- | --------- |
| 02.12 | 16:00 | Alemanha      | -        | Ucrânia       | 26-21     |
| 02.12 | 18:00 | Coreia do Sul | -        | Paraguai      | 50-12     |
| 03.12 | 18:30 | Paraguai      | -        | Alemanha      | 12-45     |
| 03.12 | 20:30 | Ucrânia       | -        | Coreia do Sul | 25-26     |
| 04.12 | 18:30 | Alemanha      | -        | Coreia do Sul | 32-26     |
| 04.12 | 20:30 | Ucrânia       | -        | Paraguai      | 43-17     |

- (¹) -  Todos em Nantes
- (²) -  Hora local da França (UTC+1)

## Segunda Fase
Os dois primeiros colocados dos grupos A, B e C formam o grupo 1 e os dois primeiros dos grupos D,E e F, o grupo 2. Cada equipe inicia essa fase com os pontos obtidos na partida com seu rival de grupo também classificado. 

### Grupo 1
| Time               | P | V | E | D | GP  | GC  | SG  | Pts |
| ------------------ | - | - | - | - | --- | --- | --- | --- |
| Noruega            | 5 | 4 | 0 | 1 | 147 | 124 | +23 | 8   |
| Rússia             | 5 | 4 | 0 | 1 | 149 | 116 | +33 | 8   |
| Angola             | 5 | 3 | 0 | 2 | 149 | 152 | -3  | 6   |
| França             | 5 | 3 | 0 | 2 | 130 | 133 | -3  | 6   |
| Croácia            | 5 | 0 | 1 | 4 | 137 | 156 | -19 | 1   |
| Macedônia do Norte | 5 | 0 | 1 | 4 | 121 | 152 | -31 | 1   |

- Resultados

| Data  | Hora² | Partida¹           | Partida¹ | Partida¹ | Resultado |
| ----- | ----- | ------------------ | -------- | -------- | --------- |
| 06.12 | 15:00 | Croácia            | -        | Rússia   | 25-30     |
| 06.12 | 19:00 | França             | -        | Angola   | 27-29     |
| 06.12 | 21:15 | Macedônia do Norte | -        | Noruega  | 22-34     |
| 08.12 | 15:00 | Macedônia do Norte | -        | França   | 23-29     |
| 08.12 | 17:00 | Croácia            | -        | Angola   | 28-34     |
| 08.12 | 19:15 | Noruega            | -        | Rússia   | 22-21     |
| 09.12 | 14:30 | Macedônia do Norte | -        | Angola   | 25-33     |
| 09.12 | 16:30 | Noruega            | -        | Croácia  | 35-29     |
| 09.12 | 19:00 | Rússia             | -        | França   | 31-20     |
| 11.12 | 16:30 | Angola             | -        | Rússia   | 27-40     |
| 11.12 | 19:15 | França             | -        | Noruega  | 26-24     |
| 11.12 | 21:15 | Macedônia do Norte | -        | Croácia  | 29-29     |

- (¹) -  Todos em Metz
- (²) -  Hora local da França (UTC+1)

### Grupo 2
| Time          | P | V | E | D | GP  | GC  | SG  | Pts |
| ------------- | - | - | - | - | --- | --- | --- | --- |
| Roménia       | 5 | 4 | 0 | 1 | 164 | 137 | +27 | 8   |
| Alemanha      | 5 | 3 | 1 | 1 | 151 | 145 | +6  | 7   |
| Hungria       | 5 | 2 | 2 | 1 | 144 | 144 | 0   | 6   |
| Coreia do Sul | 5 | 2 | 0 | 3 | 147 | 150 | -3  | 4   |
| Espanha       | 5 | 1 | 1 | 3 | 127 | 144 | -17 | 3   |
| Polónia       | 5 | 1 | 0 | 4 | 154 | 167 | -13 | 2   |

- Resultados

| Data  | Hora² | Partida¹      | Partida¹ | Partida¹      | Resultado |
| ----- | ----- | ------------- | -------- | ------------- | --------- |
| 06.12 | 14:30 | Roménia       | -        | Coreia do Sul | 31-27     |
| 06.12 | 18:30 | Espanha       | -        | Alemanha      | 25-30     |
| 06.12 | 20:30 | Polónia       | -        | Hungria       | 26-28     |
| 08.12 | 14:30 | Alemanha      | -        | Hungria       | 30-30     |
| 08.12 | 16:30 | Polónia       | -        | Coreia do Sul | 33-37     |
| 08.12 | 18:30 | Espanha       | -        | Roménia       | 19-32     |
| 09.12 | 14:30 | Espanha       | -        | Coreia do Sul | 28-26     |
| 09.12 | 16:30 | Hungria       | -        | Roménia       | 34-31     |
| 09.12 | 18:30 | Alemanha      | -        | Polónia       | 35-32     |
| 11.12 | 16:30 | Coreia do Sul | -        | Hungria       | 31-26     |
| 11.12 | 18:30 | Roménia       | -        | Alemanha      | 32-24     |
| 11.12 | 20:30 | Espanha       | -        | Polónia       | 29-30     |

- (¹) -  Todos em Dijon
- (²) -  Hora local da França (UTC+1)

## Fase Final
|  | Quartas-de-final | Quartas-de-final |         |    | Semifinal      | Semifinal      |  |  | Final          | Final          |
|  | 13 de dezembro   | 13 de dezembro   |         |    | 15 de dezembro | 15 de dezembro |  |  | 16 de dezembro | 16 de dezembro |
|  |                  |                  |         |    |                |                |  |  |                |                |
|  |                  |                  |         |    |                |                |  |  |                |                |
|  |                  |                  |         |    |                |                |  |  |                |                |
|  | Noruega          | 35               |         |    |                |                |  |  |                |                |
|  | Noruega          | 35               |         |    |                |                |  |  |                |                |
|  | Coreia do Sul    | 24               |         |    |                |                |  |  |                |                |
|  | Coreia do Sul    | 24               | Noruega | 33 |                |                |  |  |                |                |
|  |                  |                  | Noruega | 33 |                |                |  |  |                |                |
|  |                  | Alemanha         | 30      |    |                |                |  |  |                |                |
|  | Angola           | Alemanha         | 30      | 33 |                |                |  |  |                |                |
|  | Angola           |                  |         | 33 |                |                |  |  |                |                |
|  | Alemanha         | 36               |         |    |                |                |  |  |                |                |
|  | Alemanha         | 36               | Noruega | 24 |                |                |  |  |                |                |
|  |                  |                  | Noruega | 24 |                |                |  |  |                |                |
|  |                  | Rússia           | 29      |    |                |                |  |  |                |                |
|  | Roménia          | Rússia           | 29      | 34 |                |                |  |  |                |                |
|  | Roménia          |                  |         | 34 |                |                |  |  |                |                |
|  | França           | 31               |         |    |                |                |  |  |                |                |
|  | França           | 31               | Roménia | 20 |                |                |  |  |                |                |
|  |                  |                  | Roménia | 20 |                |                |  |  |                |                |
|  |                  | Rússia           | 30      |    |                |                |  |  |                |                |
|  | Hungria          | Rússia           | 30      | 35 |                |                |  |  |                |                |
|  | Hungria          |                  |         | 35 |                |                |  |  |                |                |
|  | Rússia           | 36               |         |    |                |                |  |  |                |                |
|  | Rússia           | 36               |         |    |                |                |  |  |                |                |

### Quartas-de-final
| Data  | Hora² | Partida¹ | Partida¹ | Partida¹      | Resultado |
| ----- | ----- | -------- | -------- | ------------- | --------- |
| 13.12 | 13:00 | Angola   | -        | Alemanha      | 33-36     |
| 13.12 | 15:30 | Hungria  | -        | Rússia        | 35-36     |
| 13.12 | 18:00 | Noruega  | -        | Coreia do Sul | 35-24     |
| 13.12 | 20:30 | Roménia  | -        | França        | 34-31     |

- (¹) -  Em Paris
- (²) -  Hora local da França (UTC+1)

### Semifinais
| Data  | Hora² | Partida¹ | Partida¹ | Partida¹ | Resultado |
| ----- | ----- | -------- | -------- | -------- | --------- |
| 15.12 | 15:00 | Roménia  | -        | Rússia   | 20-30     |
| 15.12 | 17:30 | Noruega  | -        | Alemanha | 33-30     |

- (¹) -  Em Paris
- (²) -  Hora local da França (UTC+1)

### Terceiro lugar
| Data  | Hora² | Partida¹ | Partida¹ | Partida¹ | Resultado |
| ----- | ----- | -------- | -------- | -------- | --------- |
| 16.12 | 14:00 | Alemanha | -        | Roménia  | 36-35     |

- (¹) -  Em Paris
- (²) -  Hora local da França (UTC+1)

### Final
| Data  | Hora² | Partida¹ | Partida¹ | Partida¹ | Resultado |
| ----- | ----- | -------- | -------- | -------- | --------- |
| 16.12 | 16:30 | Noruega  | -        | Rússia   | 24-29     |

- (¹) -  Em Paris
- (²) -  Hora local da França (UTC+1)

### Classificação Geral
| 1. Rússia                |
| 2. Noruega               |
| 3. Alemanha              |
| 4. Roménia               |
| 5. França                |
| 6. Coreia do Sul         |
| 7. Angola                |
| 8. Hungria               |
| 9. Croácia               |
| 10. Espanha              |
| 11. Polónia              |
| 12. Macedônia do Norte   |
| 13. Ucrânia              |
| 14. Brasil               |
| 15. Tunísia              |
| 16. Áustria              |
| 17. República do Congo   |
| 18. Cazaquistão          |
| 19. Japão                |
| 20. Argentina            |
| 21. China                |
| 22. República Dominicana |
| 23. Paraguai             |
| 24. Austrália            |

A equipes entre o 2º e o 9º lugar classificaram-se para o Torneio Pré-Olímpico de maio de 2008. 
| Campeonato Mundial de Handebol Feminino de 2007 |
| Campeão                                         |
| ----------------------------------------------- |
| Rússia 3º Título                                |